# Fort Harney
Pour les articles homonymes, voir Harney.
Fort Harney est un ancien poste militaire de la United States Army établi le 16 août 1867 dans l'est de l'Oregon, près de la ville actuelle de Burns. Nommé en l'honneur du brigadier général William S. Harney, il servit de base pour des opérations menées contre les Amérindiens de la région et fut abandonné le 13 juin 1880.